# Park na Młynku w Łodzi
Park na Młynku – obszar zieleni miejskiej oraz zbiornik wodny w dolinie rzeki Olechówka położony w Łodzi w południowo–wschodniej części dzielnicy Górna między ulicami Młynek a Bławatną, na końcu Śląskiej.

## Opis
Roślinność skupiona jest w okolicach brzegu zbiornika wodnego. Po przeciwnej stronie do ulicy Śląskiej, na wodzie, znajduje się wyspa, do której można dopłynąć rowerem wodnym. Od strony północno–zachodniej park otoczony jest zabudowaniami, natomiast strona wschodnia i południowa jest mniej zurbanizowana. Około 300 metrów na południe, wzdłuż ulicy Ireny, biegną tory kolejowe łączące stacje Łódź Chojny i Łódź Olechów Wschód.
Istniejący tu zbiornik wodny jest otwarty w sezonie letnim. Przeznaczony jest do uprawiania sportów wodnych. Na terenie ośrodka działa wypożyczalnia sprzętu sportowego, urządzono również boiska do gier zespołowych i plażę. Znajduje się też tu punkt gastronomiczny oraz parking. Park na Młynku to część łódzkiego MOSiR.